# Prospect (Kentucky)
Pour les articles homonymes, voir Prospect.
La ville de Prospect est située dans les comtés de Jefferson et Oldham, dans l’État du Kentucky, aux États-Unis. Sa population s’élevait à 4 698 habitants lors du recensement de 2010, estimée à 4 875 habitants en 2016.

## Source
- (en) Cet article est partiellement ou en totalité issu de l’article de Wikipédia en anglais intitulé « Prospect, Kentucky » (voir la liste des auteurs).